# 城市與社區
《城市與社區》（City and Community）是一份2002年起出版的美國社會學學術期刊，由美国社会学协会發行、Wiley-Blackwell出版，現任主編是布朗大學社會學教授希拉蕊·西爾維（Hilary Silver）。該期刊收錄研究全球與當地問題如何影響社會互動和社區生活、城市文化、場所性（the meaning of place）、都市規劃、虛擬社群和城鄉差距等相關的論文。
根據《期刊引證報告》數據顯示，《城市與社區》2011年時的影響因子是1.095，在138份社會學期刊中排名第44。

## 外部連結
- 《城市與社區》在出版社官網的介紹 （页面存档备份，存于） （英文）